# Битка при Гьолхайм
Битката при Гьолхайм (на немски: Die Schlacht bei Göllheim, Schlacht auf dem Hasenbühl) се състои на 2 юли 1298 г. на хълма Хазенбюл при Гьолхайм (в днешния Рейнланд-Пфалц) между войските на хабсбургския херцог Албрехт Австрийски и римско-германския крал Адолф от Насау, който губи битката и е убит. 